# Edward Bradford Titchener

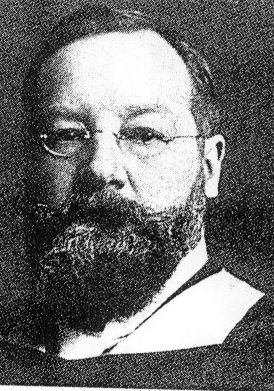
Edward Bradford TItchener

Edward Bradford Titchener (n. 14 ianuarie 1867 - d. 3 august 1927) fost student a lui Wilhelm Wundt mai târziu revine ca profesor de psihologie și inițiatorul psihologiei de laborator în Statele Unite. Titchener a fost educat în Europa, el și-a dezvoltat propria sa versiune de psihologie de conștiință a lui Wundt, după care a emigrat în Statele Unite. 
A tradus în limba engleză conceptul de empatie, care a fost inventat de Robert Vischer (în germană)

## Biografie

### Educație și viață timpurie
Părinții lui Titchener, Alice Field Habin și John Titchener, s-au hotărât să se căsătorească în 1866, iar mama sa a fost respinsă de familia ei proeminentă Sussex. Tatăl său a deținut o serie de posturi de grefier sau de contabilitate înainte de a muri de tuberculoză în 1879. Familia a cinci copii (4 fete, 1 băiat) sa mutat de cel puțin 10 ori în acea perioadă. La vârsta de 9 ani, Titchener a fost trimis să locuiască împreună cu bunicii săi paterni și cu două mătuși. Bunicul său de același nume a fost un solicitant de succes și un investitor și, de asemenea, un fost primar al orașului Chichester. El a asigurat că Titchener a fost primul tutor privat și apoi a primit o educație școlară. Cu toate acestea, investitiile sale s-au prabusit in 1881] si a murit cateva luni mai tarziu. În contextul financiar redus, educația ulterioară a lui Titchener a fost finanțată prin burse, angajare plătită și activități antreprenoriale.
Titchener a participat la Scoala Prebendal si la Colegiul Malvern si apoi a mers la Oxford (Colegiul Brasenose) din anii 1885-1890. Interesele sale au inceput sa se transforme in biologie. La Oxford, Titchener a început să citească lucrările lui Wilhelm Wundt. În timpul petrecut la Oxford, Titchener a tradus primul volum al celei de-a treia ediții a cărții Principii de psihologie fiziologică a lui Wundt, din germană în engleză. A petrecut un an suplimentar la Oxford în 1890, colaborând cu John Scott Burdon-Sanderson, un fiziolog pentru a învăța metodologia științifică. Titchener a mers la Leipzig, Germania, pentru a studia cu Wundt în toamna anului 1890. Și-a terminat programul de doctorat în 1892 cu o disertație despre viziunea binoculară. În vara anului 1892 sa întors la Oxford și Burdon-Sanderson unde a predat la Școala de Vară din Oxford.
În toamna anului 1892, Titchener sa alăturat Școlii Sage de Filosofie la Universitatea Cornell ca un lector neînsuflețit în predarea filozofiei și psihologiei. El a dezvoltat un laborator de psihologie, a câștigat posturi de editare și în 1895 a obținut mandat, o profesie deplină și independență față de Școala Sage. El și-a învățat concepțiile despre Wundt elevilor săi sub forma structuralismului.

## Viața personală
Titchener sa căsătorit în 1894 cu Sophie Bedloe Kellogg, profesor de școală publică din Maine. Au avut patru copii (3 fete, 1 băiat). Odată ce Titchener a avut o poziție la Cornell, el a oferit sprijin financiar mamei sale pentru tot restul vieții. Ea și surorile sale trăiseră în împrejurări dificile după moartea tatălui său, surorile sale petrecând timp într-un orfelinat și apoi intrând în serviciu domestic.

## Ideile principale
Ideile lui Titchener asupra modului în care mintea a lucrat au fost puternic influențate de teoria voluntariatului lui Wundt și de ideile sale de asociere și apercepție (combinațiile pasive și active ale elementelor conștiinței). Titchener a încercat să clasifice structurile minții în modul în care un chimist descompune substanțele chimice în părțile lor componente - apa în hidrogen și oxigen, de exemplu. Astfel, pentru Titchener la fel ca și hidrogenul și oxigenul erau structuri. El a conceput hidrogenul și oxigenul ca structuri ale unui compus chimic și senzațiile și gândurile ca structuri ale minții. O senzație, conform lui Titchener avea patru proprietăți distincte: intensitatea, calitatea, durata și amploarea. Fiecare dintre acestea a avut legătură cu o anumită calitate a stimulului, deși unii stimuli au fost insuficienți pentru a-și provoca aspectul relevant al senzației. El a diferențiat în continuare anumite tipuri de senzații: senzația auditivă, de exemplu el a fost împărțit în "tonuri" și "zgomote". Idei și percepții pe care le-a considerat a fi formate din senzații; "tipul idețional" a fost legat de tipul de senzație pe care se baza o idee, de exemplu sunetul sau viziunea, o conversație orală sau cuvinte pe o pagină.

### Introspecție
Principalul instrument pe care Titchener îl folosea pentru a încerca să determine diferitele componente ale conștiinței a fost introspecția. Spre deosebire de metoda de introspecție a lui Wundt, Titchener avea reguli foarte stricte pentru raportarea unei analize introspective. Subiectul ar fi prezentat cu un obiect, cum ar fi un creion. Subiectul va raporta apoi caracteristicile acelui creion (culoare, lungime etc.). Subiectul ar fi instruit să nu raporteze numele obiectului (creion) pentru că nu descrie datele brute despre ceea ce se confrunta cu subiectul. Titchener sa referit la aceasta ca eroare de stimulare.
În "Psihologia Experimentală: Un Manual de Practică în Laborator", Titchener a detaliat cu exactitate procedurile metodelor sale introspective. După cum sugerează titlul, manualul a fost menit să cuprindă toată psihologia experimentală, în ciuda concentrării sale asupra introspecii. Pentru Titchener, nu s-ar putea să existe experimente psihologice valabile în afara introspecției și el a deschis secțiunea "Instrucțiuni pentru studenți" cu următoarea definiție: "Un experiment psihologic constă într-o introspecție sau o serie de introspecii făcute în condiții standard".

## Viața și moștenirea
Titchener a fost un vorbitor carismatic și forțat. Cu toate acestea, deși ideea sa de structuralism a înflorit în timp ce trăia și susține pentru el, structuralismul nu a trăit după moartea sa. Unele reflecții moderne asupra lui Titchener iau în considerare domeniul îngust al psihologiei sale și metodologia strictă, limitată considerată acceptabilă ca o explicație proeminentă pentru căderea structuralismului lui Titchener după moartea sa. Atât de mult a fost înfășurată în dictaturile precise și atente ale lui Titchener, încât, fără el câmpul a căzut. Structuralismul alături de voluntarismul lui Wundt, au fost atât provocați și îmbunătățiți, deși au influențat astăzi multe școli de psihologie.
Titchener era cunoscut pentru a aduce o parte din structurismul lui Wundt în America, dar cu câteva modificări. De exemplu în timp ce Wilhelm Wundt a subliniat relația dintre elementele de conștiință, Titchener sa concentrat pe identificarea elementelor de bază în sine. În manualul său O schiță de psihologie (1896), Titchener a prezentat o listă cu peste 44.000 de calități elementare ale experienței conștiente.
Titchener este de asemenea, amintit de faptul că a înfăptuit cuvântul englez "empatie" în 1909 ca o traducere a cuvântului german "Einfühlungsvermögen", un nou fenomen explorat la sfârșitul secolului al XIX-lea în principal de Theodor Lipps. "Einfühlungsvermögen" a fost ulterior re-tradus ca "Empathie", și este încă în uz în acest mod în limba germană. Trebuie subliniat faptul că Titchener a folosit termenul "empatie" într-un mod personal, strict interconectat cu utilizarea metodologică a introspecii și referindu-se la cel puțin trei fenomene diferențiate.
Efectul lui Titchener asupra istoriei psihologiei așa cum este predat în sălile de clasă, a fost parțial lucrarea studentului său Edwin Boring. Activitatea experimentală a lui Boring a fost în mare măsură neimparătoare, însă cartea sa "Istoria psihologiei experimentale" a avut o influență foarte largă ca în consecință reprezentările sale ale diferiților psihologi, inclusiv propriul său mentor Edward Titchener. Durata la care contribuțiile detaliate ale lui Titchener, contemporanul Hugo Münsterberg, a primit aproximativ o zecime din atenția lui Boring ridică astăzi întrebări cu privire la influența sau nu influența acordată lui Titchener asupra istoriei psihologiei. Boring a constatat că Titchener supraveghea 56 de doctoranzi, inclusiv 21 de femei. Alte două persoane nu au absolvit în mod formal din cauza unor circumstanțe personale.
Profesorul Titchener a obținut diplome de onoare de la Harvard, Clark și Wisconsin. A devenit membru charter al Asociației Americane de Psihologie, a tradus Cursurile de Psihologie și alte lucrări ale lui Külpe, a devenit redactorul american al Mindului în 1894 și a fost asociat editor al Jurnalului American de Psihologie în 1895 și a scris mai multe cărți. În 1904, a fondat grupul "Experimentaliștii", care continuă astăzi ca "Societatea Psihologilor Experimentali".